# 皆川哲
皆川 哲（みながわ てつ、1950年 - ）は、福島県出身の日本のプロ釣り師、スカジットデザインズ元代表。

## 来歴
幼少の頃から釣りをしており、80年代には河口湖で拾ったライターを改造して作った初の自作ルアーでブラックバスを手にする。また、獣医になろうと日大農獣医学部に進学するが、学生闘争で学校が封鎖され、進路に迷いが生じ、木彫にも興味があったため大学を中退し洋風の彫刻家具会社に就職する。その後、いくつかの会社を転々とし、ルアーメーカーであるスカジットデザインズを立ち上げる。
宮古でダイビング中にGTに遭遇したことからGTフィッシングにのめり込み、北村秀行や原田佐敏などとともにGTフィッシングを開拓していった。
一方でトラウトにも力を入れており、北海道やロシアにもたびたび遠征し、トラウト用ルアーの制作も積極的に行っている。
映画「釣りバカ日誌」やテレビドラマ「晴れたらイイねっ!」の技術指導を担当していた。
2015年7月に有限会社スカジットデザインズの解散を発表した。
2016年3月に株式会社ビッグホーンのスカジットデザインズ事業部として同ブランドの再スタートを発表。

## 作品

### 出演作品

#### VHS
- Marine Plugging in OKINAWA(モーリス)
- ビッグガーラ in 宮古(モーリス)
- だれでも楽しくゲームフィッシング(アドメディア、1996年9月)
- ルアーフィッシングテクニック Vol.1 トラウトフィッシング(山と渓谷社) ISBN 4-635-87525-3
- ルアーフィッシングテクニック Vol.3 ソルトウォーターフィッシング(山と渓谷社) ISBN 4-635-87527-X
- 地球釣り歩きシリーズ2 ミクロネシア連邦・ポンペイ島 Fisherman Island トレバリーゲーム in ポンペイ (ビデオレック、1994年)
- 世界の釣り方 ビデオ・マガジン 1 オーストラリアのバラマンディ(テールウォーク)
- ザ・ミノーイング1～3(モーリス)
- ザ・ミノーイング 4 トラウトのミノーイング・完全版(テールウォーク)
- かんつりAtoZ Vol.1(スカジットデザインズ)

#### DVD
- 復刻版　ハウツーフィッシング 1 ルアーテクニック入門(2005年4月22日、アドメディア)
「だれでも楽しくゲームフィッシング」のDVD版。
- Minnowing World(2005年12月10日、シーズテクノロジー)
- 世界秘境釣行 Vol.4 群青の海・神秘の島パラオに巨大ジャイアントトレバリーを追う！(2007年1月17日、グローバルアイ)
- 世界秘境釣行 Vol.7 シベリア・極寒のタイガ原生林に巨大タイメンを追う！ (2007年2月6日、グローバルアイ)
- 皆川哲の渓流ミノーイングスクール in 奈良子釣りセンター(2007年7月26日、コスミック出版)
- 知床釣りロマン紀行(2008年7月26日、コスミック出版)
- 渓流ミノーイング完全攻略(2008年8月26日、コスミック出版)
- ルアー釣り入門・渓流系　釣り女(ガール)向け ハウツーフィッシング1 改訂版(2011年6月18日、アドメディア)
「だれでも楽しくゲームフィッシング」のDVD版。
- ザ・トラウト　トラウトのミノーイング 1(2006年5月20日、グローバルアイ)
レンタル専用。「ザ・ミノーイング1～3」のDVD版。
- ザ・トラウト　トラウトのミノーイング 完全版 2(2006年5月20日、グローバルアイ)
レンタル専用。「トラウトのミノーイング・完全版」のDVD版。
- 水の星紀行　地球釣り歩き 3 バラマンディinオーストラリア(2006年5月20日、グローバルアイ)
レンタル専用。「世界の釣り方 ビデオ・マガジン 1 オーストラリアのバラマンディ」のDVD版。
- かんつりAtoZ Vol.1(2006年5月20日、グローバルアイ)
レンタル専用。「かんつりAtoZ Vol.1」のDVD版。

### 著書
- 初めての釣り遊び(1999年7月、山と溪谷社) ISBN 978-4635007900
- ルアーで釣る渓流のヤマメ&イワナ(2000年3月、山海堂) ISBN 978-4381103659
- ガキ大将哲ちゃんのどろんこ野遊び術(2002年3月1日、山と溪谷社) ISBN 978-4635008082
- 川の楽校(2003年4月1日、山と溪谷社) ISBN 978-4635520317

## 出演番組
- BS-TBS 世界!秘境釣行
- フジテレビONE イージーフィッシャー

## 雑誌・連載
- ルアービルダー海渡!!(ロッドアンドリール、地球丸)(原作)
- さかなごはん (ソルトウォーター、地球丸)